# Королевство Черногория (1941)

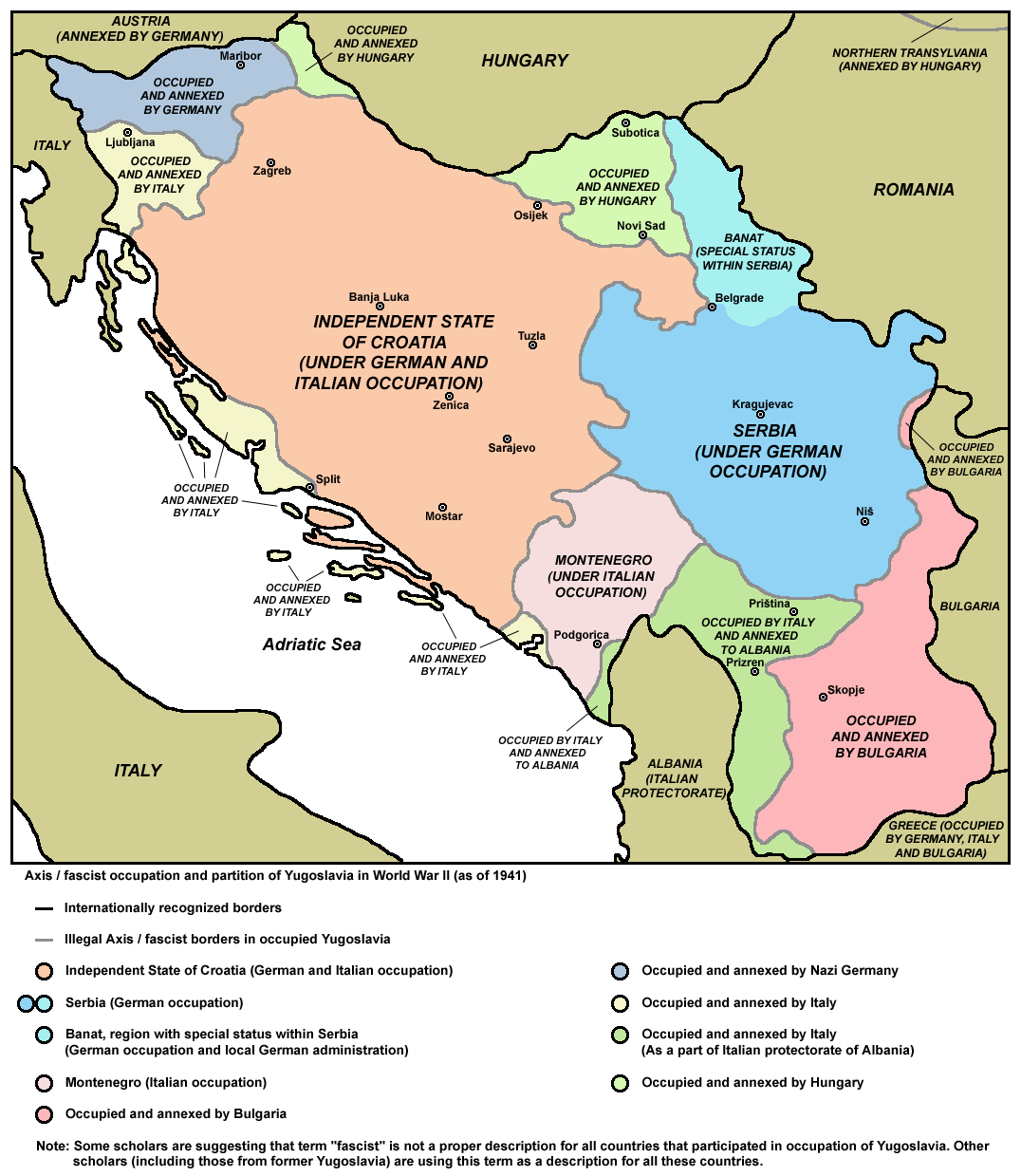
Черногория на карте оккупированной и разделённой нацистской Германией и её союзниками территории Югославии, 1941 год

Королевство Черногория (итал. Regno del Montenegro, серб. Краљевина Црна Гора) было провозглашено 12 июля 1941 года в городе Цетине на оккупированной итальянскими войсками территории Черногории в декларации так называемого Петровданского сабора, собранного при покровительстве фашистской Италии из числа черногорских деятелей, продолжавших политику «зеленашей» — противников объединения с Сербией с целью создания марионеточного государства во главе с подчинённым Риму квислинговским режимом. Однако итальянский план образования квислинговского «черногорского правительства» был навсегда отложен после начавшегося 13 июля 1941 года народного восстания в Черногории, а положения Петровданского сабора так и не были реализованы. 

## Нереализованный план воссоздания Черногории
Воссоздание Королевства Черногория планировалось итальянскими оккупационными властями с целью образования марионеточного государства, тесно связанного с Королевством Италия личной унией.
В первые три месяца оккупации итальянцы перебирали разные варианты организации управления Черногорией под эгидой Рима с участием местных сепаратистов. В мае 1941 года был рассмотрен вариант с преемником короля Черногории в лице принца Михайлы из династии Петровичей-Негошей. Однако кандидат отверг предложение, отметив, что для него не существует черногорской нации, а идея создания черногорского государства равнозначна идее восстановления Неаполитанского королевства или Генуэзской республики. Кандидатура королевы Елены была отвергнута самим королём Виктором Эммануилом III, а князя Николая Романовича Романова — его отцом Романом Петровичем. Таким образом никто из дома Петровичей-Негошей не дал согласия занять королевский трон. В итоге режим Муссолини санкционировал созыв 12 июля 1941 года так называемого черногорского сабора (Петровданский сабор), составленного из числа сепаратистских деятелей, принятие на нём подготовленной в Риме декларации об отмене решений Подгорицкой скупщины 1918 года об объединении Черногории с Сербией, провозглашении восстановления независимой Черногории и обращении к итальянскому королю с ходатайством о назначении регента.
Итальянский план образования квислинговского «черногорского правительства» был навсегда отложен после начавшегося 13 июля 1941 года народного восстания в Черногории. 24 июля 1941 года Муссолини возложил на командующего 9-й армией генерала Пирцио Бироли всю полноту военной и гражданской власти на территории Черногории. Хотя лидер черногорских сепаратистов-федералистов Секула Дрлевич опубликовал 30 августа заявление о необходимости выполнения принятых сабором решений и подготовке к образованию правительства Черногории, в итоге итальянская сторона отказалась от квислинговского варианта власти в оккупированной стране. 
3 октября 1941 года Муссолини учредил губернаторство Черногория в качестве военно-оккупационной административной единицы и назначил Бироли военным губернатором. Вся власть в Черногории с того момента сосредотачивалась в руках итальянского губернатора. Одной из первых мер Бироли стал роспуск Комитета независимости Черногории (серб. Комитет за независност Црне Горе), созданного как временный орган — ядро будущего правительства, а Секулу Дрлевича интернировали в Сан-Ремо. За весь последующий период существования губернаторства решения Петровданского сабора так и не были реализованы.

### Комментарии
1. ↑  Квислинг/квислинги — термин (имя нарицательное), происходящий от имени норвежского политика В. А. Квислинга, синоним коллаборациониста, обозначающий лиц, сотрудничавших с немецкими и итальянскими оккупационными войсками во Второй мировой войне[1].
2. ↑  Выбор их кандидатур обуславливался тем, что князья были потомками Милицы, сестры итальянской королевы Елены, и следовательно потомками черногорского короля Николы[7].
3. ↑  Как писал историк Радое Пайович[англ.], в своём докладе итальянскому Верховному командованию Пирцио Бироли назвал формирование временного правительства экспериментом, который считал полезным в плане оценки «возможности дать Черногории независимость, доступную истинным патриотам». Он не верил в успех этой акции, поскольку был убеждён, что лидеры сепаратистов — это «лица, не имеющие сторонников в стране», поэтому недвусмысленно указал своему руководству, что было бы неправильно полагаться только на этих людей[9].